# Tiger Peak
Tiger Peak är en bergstopp i Antarktis. Den ligger i Östantarktis. Nya Zeeland gör anspråk på området. Toppen på Tiger Peak är 1 490 meter över havet, eller 229 meter över den omgivande terrängen. Bredden vid basen är 1,8 km.
Terrängen runt Tiger Peak är huvudsakligen kuperad. Trakten är obefolkad. Det finns inga samhällen i närheten.